# غورياتشيفودسكيي (ستافروبول)
غورياتشيفودسكيي (بالروسية: Горячеводский) هي مدينة في مقاطعة ستافروبول كراي في روسيا.
يبلغ عدد سكانها حوالي 36204   نسمة.